# Равинија (Јужна Дакота)
Равинија (енгл. Ravinia) град је у америчкој савезној држави Јужна Дакота.

## Демографија
По попису из 2010. године број становника је 61, што је 18 (-22,8%) становника мање него 2000. године.
| Група             | 2000.      | 2010.      |
| Белци             | 18 (22,8%) | 15 (24,6%) |
| Афроамериканци    | 0 (0,0%)   | 2 (3,3%)   |
| Азијати           | 0 (0,0%)   | 0 (0,0%)   |
| Хиспаноамериканци | 3 (3,8%)   | 4 (6,6%)   |
| Укупно            | 79         | 61         |